# Tsiribihina
Tsiribihina je řeka na Madagaskaru. Je dlouhá 150 km a její povodí má rozlohu 49 800 km². Podél jejího toku se nachází významná zemědělská oblast.
Řeka vzniká nedaleko Miandrivaza soutokem zdrojnic Mahajilo a Mania přitékajících z Centrální vysočiny. Tsiribihina protéká chráněnou krasovou oblastí Tsingy de Bemaraha. Šířka toku místy přesahuje jeden kilometr. Tsiribihina se vlévá do Mosambického průlivu a vytváří rozsáhlou deltu, na jejíž ekosystém se vztahují ustanovení Ramsarské úmluvy. V ústí řeky se nachází město Belon'i Tsiribihina.
Název řeky pochází z malgašského výrazu tsy robohina (tam, kde se nepotápí), neboť koupání v řece je nebezpečné kvůli velkému množství krokodýlů. Řeka je spojena s rituálem fitampoha, při kterém se v jejích vodách obřadně omývají ostatky sakalavských vládců.
Splouvání řeky Tsiribihina na pirogách je populární turistickou atrakcí. Břehy jsou porostlé hustou džunglí a žije zde maki nejmenší, křeček velký, orel madagaskarský, čírka malgašská a ouhorlík madagaskarský.